# Cuphead
Vous lisez un « article de qualité » labellisé en 2023.
Cuphead (prononcé : /ˈkʌp.hɛd/) est un jeu vidéo indépendant de types shoot 'em up, beat them all, et de plates-formes développé et publié par le Studio MDHR, fondé par les frères canadiens Chad et Jared Moldenhauer. Le développement débute en 2010 et le jeu sort le 29 septembre 2017 sur Microsoft Windows et Xbox One, puis en avril 2019 sur Nintendo Switch et en juillet 2020 sur PlayStation 4.
Dans Cuphead, le joueur incarne une tasse anthropomorphique nommée Cuphead — ainsi que son frère Mugman, en skin alternatif, ou lorsqu'un deuxième joueur se joint à la partie — devant affronter un certain nombre de niveaux de plates-formes et de combats de boss afin d'éviter de perdre son âme contre le Diable après la perte d'un pari avec lui. Le jeu est initialement composé de trois mondes avant une séquence finale dans le casino du Diable pour un potentiel combat final. Il est ensuite complété par une extension en contenu téléchargeable intitulée The Delicious Last Course sortie le 30 juin 2022. Le style du jeu s'inspire très fortement de l'ère du jazz ainsi que de la technique d'animation dite rubber hose de l'âge d'or de l'animation américaine, et notamment des œuvres de studios des années 1930 comme les Fleischer Studios et Walt Disney Animation Studios.
L'œuvre est très bien reçue par la critique et est louée pour ses mécaniques de jeu, son level design, sa musique — composée par Kris Maddigan et enregistrée par un orchestre de jazz — ainsi que sa direction artistique. Sa grande difficulté est également souvent relevée, de façon parfois plus mitigée. Il est considéré par la presse spécialisée comme l'un des meilleurs jeux de 2017, étant notamment le jeu le plus récompensé aux Game Awards 2017 — avec trois catégories remportées dont celle du meilleur jeu indépendant — ou encore triplement primé aux DICE Awards 2018. Il s'agit en outre d'un succès commercial, le jeu s'étant écoulé à plus de six millions d'exemplaires en juillet 2020, et d'une licence populaire ayant par exemple donné lieu à la création d'une série d'animation dérivée, Le Cuphead Show ! (2022), diffusée sur Netflix.

## Système de jeu
Le gameplay de Cuphead est centré sur un enchaînement de combats de boss en shoot 'em up (plus précisément en run and gun), entrecoupés de niveaux de plates-formes de type beat them all. Le jeu contient trois mondes comprenant une dizaine de niveaux pour chacun, avant une séquence finale dans le casino du Diable. Chaque combat peut être joué dans un mode de difficulté simple, normal et expert (à l'exception des deux derniers, qui n'ont pas de mode simple). Les vaincre tous en mode normal est nécessaire pour terminer le jeu ; par ailleurs, vaincre un boss dans ce mode permet de débloquer le niveau en mode expert.

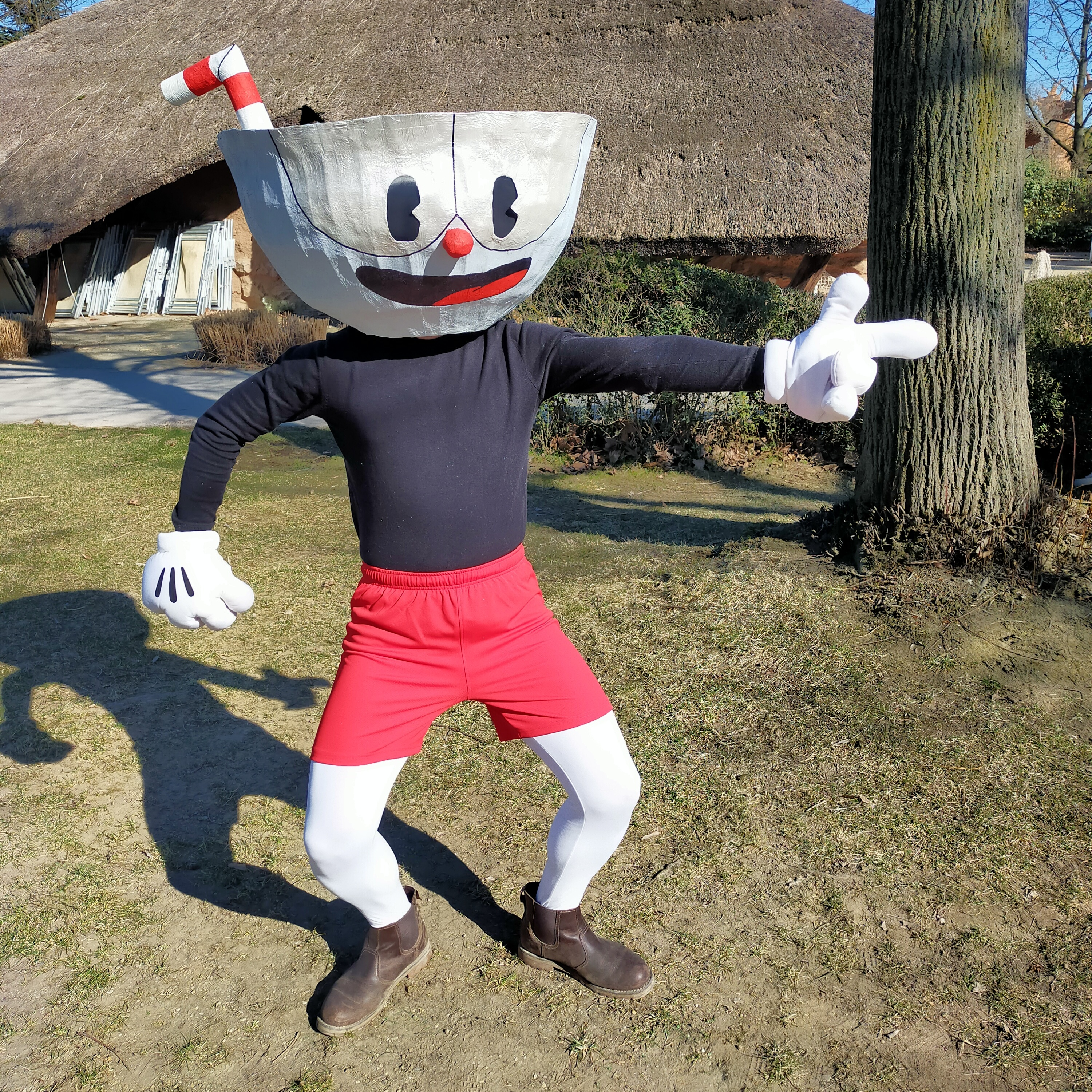
Cosplay de Cuphead mimant un tir d'énergie avec son doigt.

La plupart des combats de boss se déroulent à terre, où le joueur inflige des dégâts à l'aide de « tirs d'énergie » provenant de l'index de son personnage, bien que certains autres permettent au joueur de piloter un avion et se jouent alors comme un shoot 'em up à défilement horizontal. Cuphead dispose d'un mode coopératif local à deux joueurs, dans lequel l'un ou l'autre personnage peut revenir au jeu après avoir été tué si l'autre effectue une « parade » — une mécanique de jeu impliquant un autre bouton que celui utilisé pour attaquer — sur son âme avant qu'elle ne sorte de l'écran,. Le frère de Cuphead, Mugman, agit comme un skin alternatif en mode solo et comme le partenaire coopératif potentiel en partie à deux joueurs. Le contenu téléchargeable intitulé The Delicious Last Course permet aussi d'incarner un troisième personnage, Mme Chalice, qui remplace Cuphead ou Mugman en équipant un objet particulier. Elle possède une gamme unique de mouvements, incluant notamment un double saut ou une roulade la rendant invincible.
Le jeu comprend des éléments de jeu vidéo de rôle, comme le choix de l'équipement par le joueur et une séquence de niveaux pouvant s'enchaîner différemment entre deux parties. Les personnages ont un nombre de vies infini, conservant tout leur équipement entre les morts et conférant au jeu une dimension die and retry. Des armes équipables et des capacités spéciales appelées « charmes » peuvent être achetées auprès du Bazar de M. Couenne, une boutique en jeu, en utilisant des pièces trouvées dans les niveaux ou grâce à des secrets cachés dans la carte du monde,.
Les personnages joueurs sont encouragés à réaliser des « parades » sur les objets marqués en rose pour obtenir divers effets, le plus important d'entre eux étant d'augmenter une jauge de « Super » afin d'utiliser des attaques plus puissantes. La jauge est représentée par une rangée de cinq cartes à jouer qui doivent toutes être remplies pour utiliser l'une des trois attaques les plus puissantes (« Super Arts ») de l'inventaire du joueur. Une frappe moins puissante peut être exécutée au prix d'une carte, sa forme particulière étant déterminée par l'arme actuellement équipée. Les Super Arts sont gagnés dans des mini-jeux dans des mausolées au sein de chacun des trois premiers mondes, le joueur devant parer un groupe de fantômes pour les empêcher d'atteindre une urne située au centre de l'écran.
Après avoir terminé un niveau, le ou les joueurs sont classés avec une note reposant sur leurs performances, prenant en compte des facteurs tels que le temps pris pour terminer le niveau, les dégâts évités et le nombre d'attaques parées.

## Trame

### Jeu principal
Sur l'Île Aquarelle vivent Cuphead et son frère Mugman — prenant tous deux l'apparence de tasses anthropomorphes —, deux enfants grandissant sous l'œil vigilant du Sage Samovar,. Malgré ses avertissements, les frères s'éloignent de la maison et pénètrent dans le casino du Diable où ils commencent à jouer au craps.
Alors qu'ils enchaînent les victoires, le Diable en personne apparaît et leur propose un pacte : si Cuphead et Mugman peuvent gagner un lancer de plus, ils recevront toutes les richesses du casino ; s'ils perdent, ils devront lui donner leurs âmes. Ayant perdu, ils implorent la grâce du Diable et celui-ci consent à passer un nouveau marché : si les deux frères parviennent à récupérer les « contrats d'âme » de ses débiteurs en fuite et à les lui rendre avant le lendemain, il les épargnera. Les deux frères retournent voir le Sage Samovar qui leur donne, pour les aider dans leur quête, une potion leur octroyant la capacité de tirer des explosions d'énergie depuis leurs doigts. Il les avertit également que les débiteurs ne vont probablement pas remettre facilement leurs contrats d'âme.
Les frères voyagent autour de l'Île Aquarelle, combattant les débiteurs — les boss du jeu — afin d'obtenir leurs contrats. A chaque péage entre deux secteurs de l'île, le bras droit du diable, un dé anthropomorphe du nom de Roi Dédé, contrôle la véracité des dettes ramassées. Alors qu'ils entrent dans le deuxième secteur de l'île, le Sage fait remarquer aux deux enfants qu'ils deviennent de plus en plus forts et les exhorte à faire face au Diable dès qu'ils le rencontreront à nouveau. Une fois ce secteur terminé, le Roi Dédé informe le Diable que les protagonistes avancent dangereusement vers leur casino, mais rassuré par ce dernier, il fait ensuite le pari qu'ils n'arriveront jamais jusque-là.
Une fois toutes les âmes récupérées, Cuphead et Mugman retournent au casino. Toutefois, le Roi Dédé leur barre la route, frustré d'avoir perdu son pari avec le Diable, et les oblige à combattre plusieurs de ses hommes de main ; les deux enfants affrontent directement le Roi Dédé à l'issue de ces échauffourées. Sortant victorieux de ce combat, Cuphead et Mugman se dirigent vers le bureau du Diable à l'arrière du casino. Ce dernier, impressionné par les talents au combat des deux frères, leur propose de travailler pour lui : le joueur doit finalement choisir de donner ou non les contrats. Si le joueur donne les contrats, le Diable transforme les frères en ses laquais démoniaques et la partie se termine avec un décor infernal en arrière-plan où l'on peut entendre un rire machiavélique ; sinon, il devient furieux contre eux de ne pas avoir tenu leur part du marché et les attaque. Après avoir triomphé du Diable, Cuphead et Mugman détruisent les contrats pour libérer les âmes et rentrent chez eux. Apprenant qu'ils n'ont plus rien à craindre du Diable, les anciens débiteurs honorent finalement les deux frères pour leurs actions héroïques.

### ExtensionThe Delicious Last Course
Après avoir libéré un esprit féminin connu comme étant le Calice légendaire de l'un des mausolées du jeu principal, Cuphead et Mugman reçoivent une convocation de sa part pour visiter une quatrième île lointaine. Une fois arrivés, il leur fait la démonstration d'un biscuit astral qui lui permet d'échanger sa place avec le frère qui le mange, le transformant en fantôme et la ramenant temporairement à la vie sous le nom de Mme Calice. L'inventeur du biscuit, le chef Lasalière, dévoile sa recette d'un dessert spécial dénommé « Abracadacquoise » qui a le pouvoir de donner à Mme Calice son propre corps de façon permanente. Le chef note que les ingrédients nécessaires sont détenus par plusieurs habitants antagonistes de l'île, et les frères entreprennent de les récupérer par la force avec l'aide de Mme Calice.
Lorsqu'ils reviennent à la boulangerie avec les ingrédients, le chef Lasalière révèle qu'il a en réalité l'intention de cuire une âme vivante dans l'Abracadacquoise et de l'utiliser pour conquérir le plan astral. À cette fin, il a capturé l'âme d'un protagoniste, qui peut être n'importe quel personnage qui n'est pas en jeu lorsqu'il atteint la boulangerie. Les deux autres engagent ainsi un combat contre le chef Lasalière et le vainquent, ce qui entraîne la destruction de la boulangerie et ne laisse aucun moyen de terminer l'Abracadacquoise. Ne voulant pas laisser quelqu'un d'autre abandonner son âme à son profit, Mme Calice décide de rester un fantôme et de continuer à chercher un moyen de revenir à la vie, tout en proposant d'aider Cuphead et Mugman si nécessaire grâce au biscuit astral. Dans l'épilogue, le chef Lasalière est arrêté pour ses crimes et condamné à des travaux d'intérêt général pour les antagonistes rencontrés durant le DLC, au cours desquels il se rend compte de son erreur, reconstruit sa boulangerie et répare ses actes.

## Développement

### Équipe
Cuphead est le premier jeu du Studio MDHR, un studio de développement de jeu vidéo indépendant canadien composé des frères Chad et Jared Moldenhauer,. « MDHR » est d'ailleurs une contraction de leur nom de famille. Marija Moldenhauer, la femme de Chad, rejoint également l'équipe en 2013 en tant que productrice et participe à l'encrage,. Avant que le nom Cuphead ne soit retenu, le titre de travail est « Turbo Super Mega » en hommage aux jeux des années 1990 avec des noms contenant de nombreux adjectifs hyperboliques. Le jeu utilise le moteur de jeu Unity et son développement commence en 2010 , bien qu'il s'accélère en 2013 lorsque les frères décident de passer leurs emplois à mi-temps pour consacrer plus de temps à Cuphead,. Le développement se déroule principalement dans les maisons de Chad et Jared Moldenhauer, respectivement à Oakville (Ontario) et Regina (Saskatchewan),. Les autres membres de l'équipe travaillent dans différentes villes d'Amérique du Nord, telles que San Francisco, Los Angeles ou Toronto.

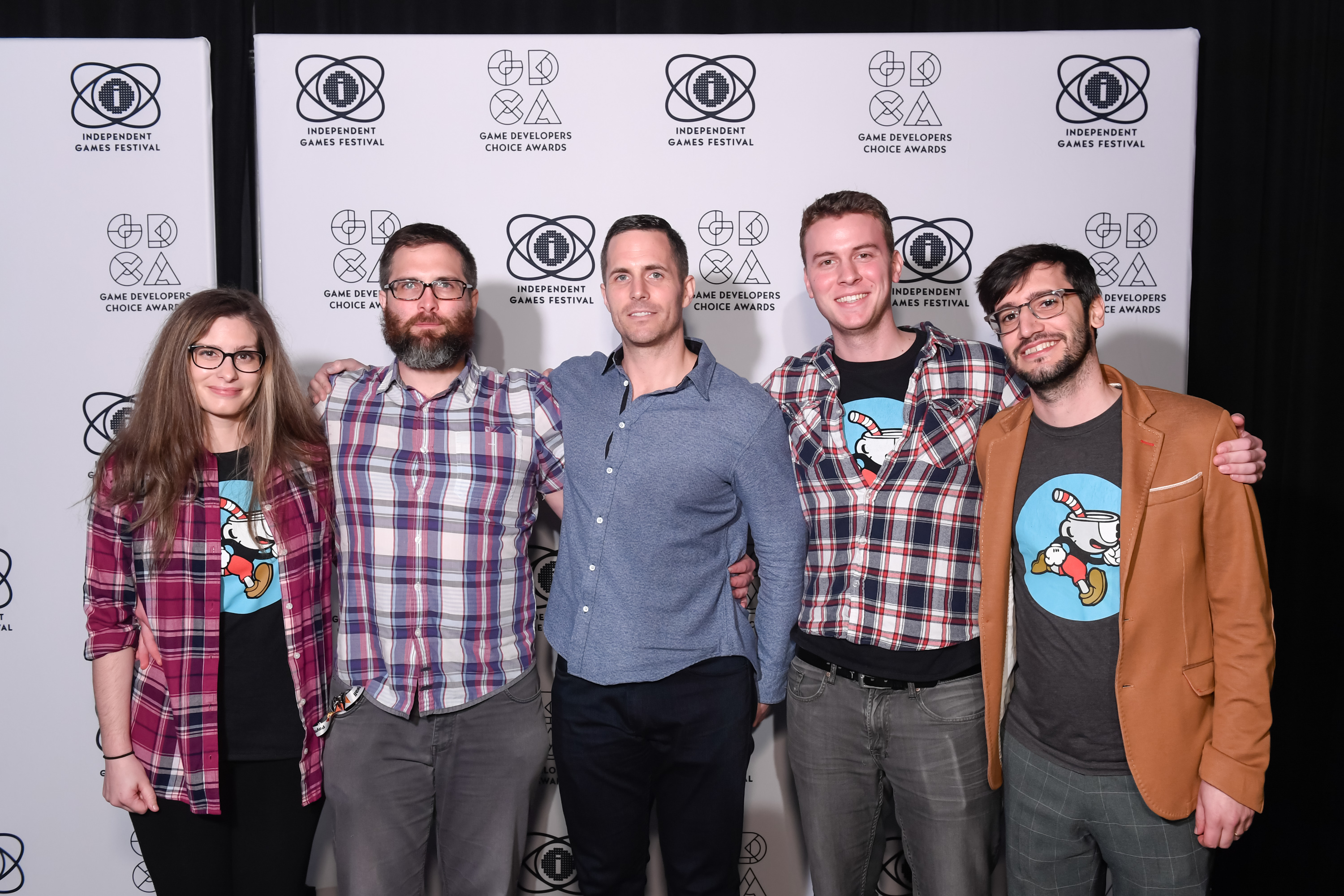
Les membres du Studio MDHR à la Game Developers Conference 2018. Jared et Chad Moldenhauer sont respectivement les deuxième et troisième à partir de la gauche.

Parmi les autres membres du projet, un travail supplémentaire sur l'animation est fourni par Jake Clarke et sur la programmation par Eric Billingsley et Tony Coculuzzi,,,. Au cours du projet, leur studio embauche pour les aider un développeur roumain (Cosmin Chivulescu), un animateur de Brooklyn (Smo) et un musicien de jazz ontarien (Kristofer Maddigan), le plus souvent parce qu'ils s'étaient déjà liés d'amitié avant le développement. Au total, l'équipe compte jusqu'à quatorze membre en 2016 après que Studio MHDR ait reçu un soutien financier de Microsoft à la suite d'un teaser très remarqué et diffusé à l'Electronic Entertainment Expo,.
La mise en œuvre et la conception visuelle du jeu, combinées au nombre limité de personnes disponibles pour travailler sur le jeu, se sont avérées être le plus grand défi du Studio MDHR. Les frères Moldenhauers mettent par exemple leurs deux maisons respectives sous hypothèque afin de pouvoir se financer,,.

### Prémices
Les Moldenhauer visionnent de nombreux cartoons des années 1930 pendant leur enfance, ce que Chad Moldenhauer décrit comme un hasard grâce à des cadeaux et des compilations VHS,,. Ils évoquent aussi avoir créé de nombreux jeux de société ou de rôle similaires à Donjons et Dragons.
Parmi les autres frères et sœurs dans leur maison d'enfance à Regina, les deux partagent très tôt le même goût esthétique et intérêt pour le jeu vidéo ; ils commencent à programmer en QBASIC et avec la Net Yaroze de Sony. Chad conçoit par exemple au lycée un jeu vidéo simpliste appelé Grandma Pickins de collecte de baies pour faire des tartes. Inspirés par des run and gun des années 1990 comme Contra III: The Alien Wars ou Mega Man, ils s'essaient vers 2000 au développement de deux jeux : Omega Response et Ninja Stars,. Ceux-ci sont dans le style de Cuphead, mais les frères abandonnent finalement rapidement après avoir manqué d'outils pour pouvoir continuer,. Ils décident de reprendre le développement à la suite du succès du jeu vidéo indépendant Super Meat Boy, sorti en 2010,.

### Style graphique

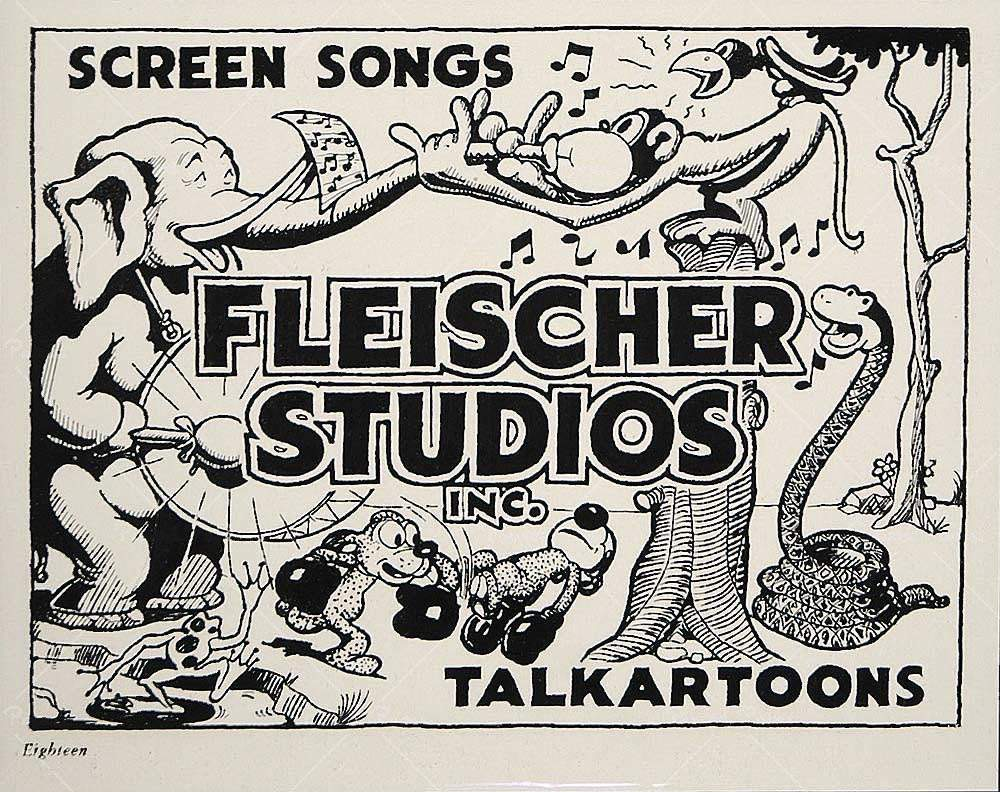
Chad Moldenhauer surnomme Fleischer Studios le Pôle Nord magnétique de son style artistique.

Les frères Moldenhauer disent s'être inspirés des dessins animés des premiers jours de l'âge d'or de l'animation américaine, notamment des créations adoptant un style rubber hose de Fleischer Studios et Walt Disney Animation Studios, ainsi que du travail des animateurs Ub Iwerks, Grim Natwick et Willard Bowsky,,. De façon caractéristique, les membres des personnages sont généralement des courbes simples et fluides, sans articulation, qui peuvent s'étendre ou se contracter afin de signifier une force ou un mouvement,,. Ces références sont rendues publiques dès le trailer de l'E3 2015, où la bande-annonce est conclue par un message déclarant que le jeu arriverait en « 1936 (plus quatre-vingt ans) », puis dans le jeu lui-même où chaque niveau débute par un écran titre avec un faux copyright datant de 1930.
Pour illustrer cette inspiration, Chad Moldenhauer surnomme notamment Fleischer Studios « le Pôle Nord magnétique de son style artistique » et il confie avoir particulièrement cherché à imiter leurs éléments « subversifs et surréalistes ». Ils s'intéressent directement à l'anthropomorphisation d'objets inanimés, ce qui était très courant dans l'animation des années 1930. D'après Marija Moldenhauer, les deux plus grandes inspirations sont les dessins animés Bimbo's Initiation (1931) et Swing You Sinners! (1930), qu'ils auraient regardé « des heures et des heures ».
Le personnage qui deviendra Cuphead provient d'un film d'animation de propagande japonaise de 1936 montrant un personnage avec une tasse à thé en guise de tête,. Avant de le choisir comme personnage principal, les deux frères produisent les dessins d'environ 150 personnages différents dont un kappa avec un haut-de-forme ou encore des personnages avec une assiette ou une fourchette comme tête. Certains personnages de leur projet avorté Ninja Stars sont aussi réutilisés. Le fait que le mug avec une paille ait une forme immédiatement reconnaissable les convainc finalement de continuer avec ce design.

Les poignées de Cuphead et de Mugman sont inspirées des oreilles de Mickey Mouse, et sont similairement toujours représentées de profil.

Le style d'animation fluide du rubber hose a aussi un impact sur le game design, les attaques de Cuphead étant créées afin de pouvoir lui faire prendre des poses mettant au mieux en valeur sa flexibilité,. Pour les séquences en avion, ils s'inspirent de dessins animés de Mickey Mouse ou de Popeye en avion, ainsi que des shoot 'em ups Thunder Force et MUSHA. L'esprit qui s'échappe lors de la défaite de Cuphead dérive quant à lui du fantôme bleuté dans la série de jeux Alex Kidd. Les couleurs principales de Cuphead, rouge, et Mugman, bleu, sont choisies car facilement identifiables en tant que couleurs primaires et sont aussi des références aux joueurs un et deux dans Contra. Les anses de Cuphead et Mugman sont similaires aux oreilles de Mickey Mouse, avec une forme proche et toujours orientées afin de donner une silhouette caractéristique au personnage.
En ce qui concerne les personnages secondaires, le Sage Samovar est créé afin de constituer une opposition claire avec le Diable. Les Moldenhauer font le choix d'une vaisselle indiquant son grand âge : une bouilloire d'une couleur verte délavée et avec une moustache fêlée. De même, la maison de Samovar est dessinée afin d'être en opposition nette avec le casino du Diable : là où ce dernier est brillant et rectangulaire, la maison est simple et arrondie. Dans le décor, une référence est notamment faite à Cranky Kong, personnage de la série Donkey Kong Country, avec sa chaise à bascule caractéristique. Mme Chalice est initialement imaginée comme un guerrier en armes avant que l'équipe créative ne se rabattre sur un calice bienveillant. Quant à M. Couenne, il est inspiré des vendeurs ambulants douteux récurrents dans le monde du jeu vidéo, les créateurs citant qu'il s'agit d'un mélange entre le vendeur de Wonder Boy III et les cochons dans le dessin animé Be Up to Date (1938) de la série Betty Boop. Les objets de son bazar sont des potions, après qu'un gag visuel ait montré Cuphead renversant dans sa tête une cruche marquée de 3 croix de saint André accolées ensemble, sur l'une des premières bandes-annonces du jeu, choix visuel qui est ensuite conservé.
Pour les antagonistes, chaque boss est le fruit de la réunion d'une multitudes d'inspirations cinématographiques et vidéoludiques décrites dans l'ouvrage The Art of Cuphead des frères Moldenhauer,. Les deux principaux, le Roi Dédé et le Diable sont : pour le premier, un « amalgame amoureux d'un gangster de Dick Tracy, de Cab Calloway, et de Clark Gable, en passant par l'ennemi vaudevillesque de Batman le Joker », ; et pour le second, un mélange des représentations du diable dans les dessins animés de la série Betty Boop Hell's Bells (1929) et Red Hot Mamma (1934) ainsi que du Disney The China Shop (1934).
Les techniques d'animation de Cuphead sont similaires à celles utilisées par les cartoons visionnés par les frères Moldenhauer, ceux-ci cherchant à utiliser des procédés d'enregistrement vintage correspondant à l'époque les inspirant. Chad Moldenhauer, qui a auparavant travaillé dans la conception graphique, dessine lui-même les animations et peint les arrière-plans avec des aquarelles, en les colorisant ensuite avec Adobe Photoshop,,. Selon Andrew Wester, « la seule partie du processus qui est numérique est la colorisation »,. Les frères Moldenhauer estiment à 25 minutes le temps nécessaires à dessiner et éditer un seul écran de gameplay, tandis que le nombre total d'écrans dans le jeu fini est d'environ 50 000,. S'ils prévoyaient à l'origine de ne créer que sept ou huit bosses, pour environ 15 000 images, c'est le soutien financier de Microsoft qui leur permet d'envisager un jeu complet,. Ceci constitue par ailleurs un record du monde reconnu par le Livre Guinness des records du nombre de dessins réalisés pour le développement d'un jeu vidéo,.
La fréquence d'images du gameplay est de 60 images par seconde tandis que l'animation tourne à 24 images par seconde, ce qui est la norme dans les films d'animation américains, ; cela implique de devoir réaliser des boucles sur les 24 images dessinées afin de correspondre aux standards d'images par seconde des jeux vidéos modernes,. Chad Moldenhauer voit les imperfections humaines délibérément incluses dans leur conception artistique comme une réaction au perfectionnisme du pixel art moderne.

Captures de Trolley Troubles (1927) de la série Oswald le lapin chanceux, représentatif du style rubber hose de l'âge d'or de l'animation américaine qui a inspiré Cuphead
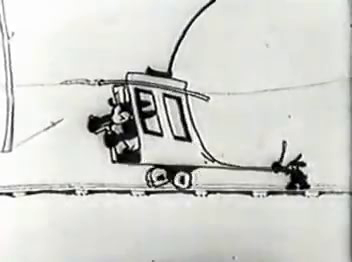
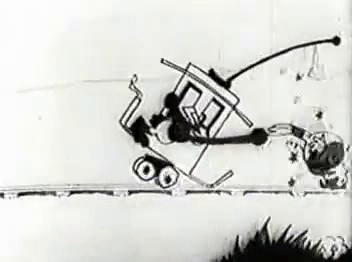
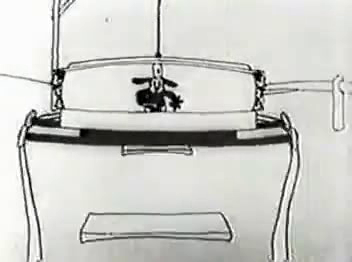
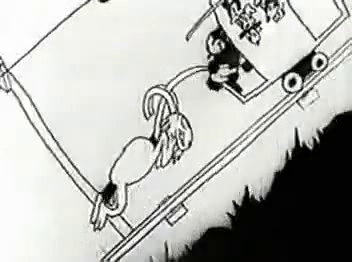

### Contrôles
Jared Moldenhauer travaille sur d'autres aspects du jeu et les deux frères discustent ensemble de la conception du gameplay. Les Moldenhauer évoquent Cuphead comme ayant un noyau de « jeu rétro » difficile en raison de son accent sur le gameplay plutôt que sur l'intrigue.
Kill Screen décrit notamment les développeurs comme « obsédés » par les fondamentaux du run-and-gun en ce qui concerne les animations, les glitchs et les hitbox. Ils apportent plusieurs révisions à de nombreux éléments de gameplay, y compris la sensation aux bords des plates-formes et la durée pendant laquelle la hitbox des joueurs est désactivée après avoir subi des dégâts. Ils prévoient plusieurs niveaux de difficulté et choisissent d'abandonner un complot typique demoiselle en détresse pour un scénario où Cuphead se crée perpétuellement des problèmes, bien que le scénario ne soit en réalité qu'un prétexte au gameplay.
Les développeurs travaillent notamment sur les patterns dans les combats proposés afin qu'ils soient difficiles tout en restant justes. L'objectif est que le joueur apprenne à connaître le boss et qu'il ressente une satisfaction lorsqu'il arrive enfin à en venir à bout :

« Notre philosophie sur Cuphead n'a jamais été de rendre le jeu délibérément difficile juste pour le principe, mais plutôt de créer un jeu où surmonter un challenge confère autant de mérite que de satisfaction »

— Jared Moldenhauer
Un des objectifs des développeurs est aussi de dépasser le record du monde dans le Livre Guinness des records du nombre de combats de bosses dans un seul jeu d'action en dépassant les 30, contre 25 dans Alien Soldier. Celui-ci leur est finalement accordé en septembre 2017 avec un nombre total de bosses reconnu de 36.

### Musique

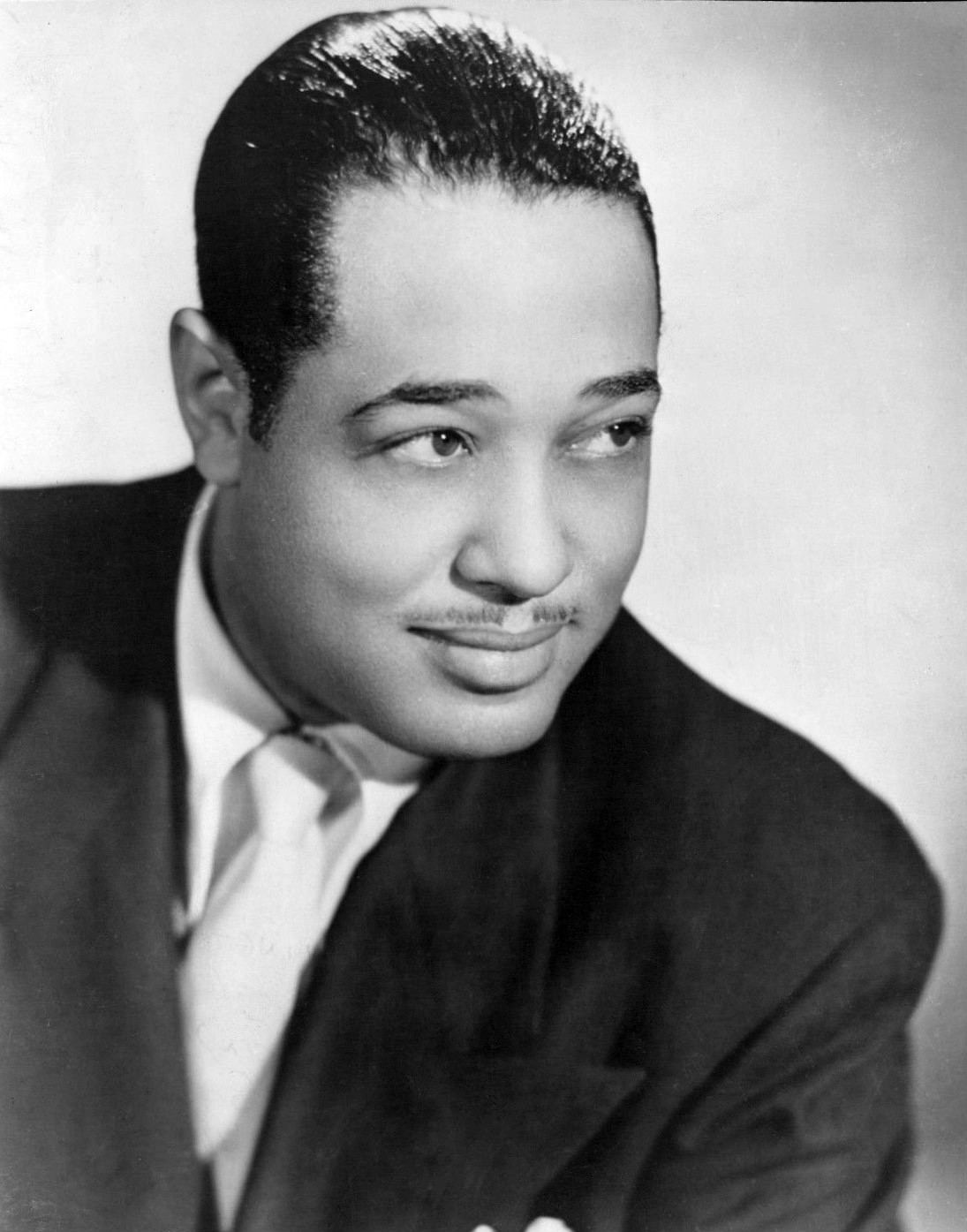
La partition jazz de Cuphead est notamment inspirée par Duke Ellington.

La partition de Kristofer Maddigan se compose de cinquante et un morceaux interprétés par des musiciens de jazz et de big band. Ils ont notamment cherché à concevoir la musique comme s'ils étaient en 1930. La bande son est ainsi enregistrée en direct par un orchestre de treize instruments et accompagnés d'autres musiciens, dont un danseur de claquettes. Les plus grandes inspirations citées par Kristofer Maddigan sont Duke Ellington et Scott Joplin,. Il évoque également Cab Calloway, notamment en tant qu'inspiration du personnage de Roi Dédé avec le célèbre standard Minnie the Moocher — le dessin animé de Betty Boop Minnie the Moocher, avec la voix de Cab Calloway, sert aussi d'inspiration générale pour Cuphead,.
Un album, titré Selected Tunes from Cuphead, est tiré de la bande son du jeu. Dans la semaine du 14 septembre 2019, celui-ci arrive en tête du classement Jazz Albums Billboard, ce qui constitue une première pour une bande son de jeu vidéo,. En hommage à l'esthétique vintage du jeu, plusieurs éditions en vinyles de l'album sont publiées,.

## Commercialisation

### Chronologie
En octobre 2013, le Studio MHDR publie sur Youtube la première bande annonce pour Cuphead, annonçant la direction artistique inspirée des années 1930 et que le jeu devrait sortir en 2014. Ils sont contactés par Microsoft vers Noël 2013 afin de faire apparaître le jeu sur Xbox One.
Bien que le jeu soit présenté lors de l'événement de presse Xbox de l'Electronic Entertainment Expo 2014, il n'est alors pas disponible à l'essai et les développeurs estiment le jeu comme « terminé à 40 % ». Il est aussi, à l'époque, prévu qu'il soit étendu via des packs d'extension avec 10 à 15 nouveaux boss chacun. Ben Kuchera de Polygon commente déjà que Cuphead est l'une des cinq révélations les plus intéressantes lors de la conférence de presse Microsoft de l'E3 en 2014, même s'il en sait alors peu sur le jeu en dehors de son esthétique. De nombreuses personnes consistuent déjà une fanbase bien avant la sortie,. Le jeu connaît de plus une forte médiatisation avant sa commercialisation, remportant par exemple le prix IGN du meilleur jeu Xbox One à l'E3 en 2015 ou celui du « Meilleur jeu indépendant » aux Gamescom 2015 Awards. Il est aussi nommé dans la catégorie « Meilleur jeu indépendant » aux Game Critics Awards de l'E3 2016.
La date de sortie du jeu est repoussée à de multiples reprises de 2014 à 2017. Après avoir fixé pour de bon la date de sortie, l'équipe réalise un crunch de quatre à cinq mois pour finir le jeu dans les temps.
Cuphead sort finalement le 29 septembre 2017 pour Microsoft Windows et Xbox One, et il prend en charge Xbox Network,. Un portage de Cuphead pour macOS sort le 19 octobre 2018 et est annoncé avec un court métrage d'animation intitulé Crisp Apples. La version pour la Nintendo Switch sort le 18 avril 2019, après que Microsoft ait incité l'équipe de développement à réaliser ce portage,. La version pour PlayStation 4 sort le 28 juillet 2020,,.
En juin 2019, un portage pour le système d'exploitation Linux de Tesla Inc. pour certaines de ses voitures est annoncé par le PDG de la firme, Elon Musk, qui exprime alors son appréciation pour le jeu. Il est rendu disponible en septembre 2019 dans le cadre de la version 10 du logiciel de Tesla, bien que seul le premier niveau du jeu ne soit jouable,.

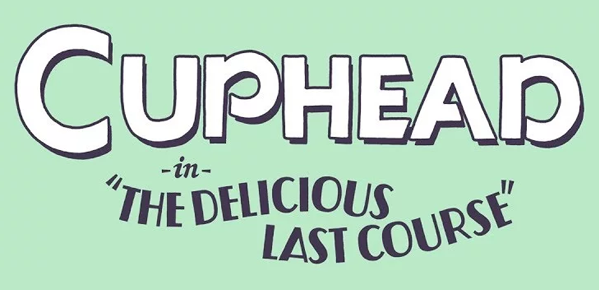
Logo de l'extension The Delicious Last Course.

Le contenu téléchargeable du jeu, intitulé The Delicious Last Course et sorti le 30 juin 2022, comprend une nouvelle île, de nouvelles rencontres de boss et un troisième personnage jouable : Mme Chalice,,. Il est révélé à l'E3 2018 pour une sortie initialement prévue en 2019. Cependant, le nouveau contenu est d'abord repoussé en 2020 pour éviter de mettre trop de pression et de réaliser un nouveau crunch sur l'équipe de développement, puis de nouveau en raison de la pandémie de COVID-19,.
Une version physique du jeu, alors qu'il n'était auparavant qu'uniquement disponible de façon dématéralisiée, est rendue disponible sur toutes les consoles le 6 décembre 2022,. Après la sortie de l'extension, le studio MDHR annonce conceptualiser son prochain jeu, qui ne sera pas une suite dans l'univers de Cuphead.

### Ventes
En un week-end, Cuphead passe la barre des 100 000 exemplaires vendus puis celle des 300 000 en une semaine. Au cours des deux premières semaines de sortie, soit le 14 octobre 2017, plus d'un million d'exemplaires de Cuphead sont vendus dans le monde,.
Le 20 décembre 2017, la barre des deux millions d'exemplaires vendus est franchie. Les ventes atteignent plus de quatre millions en juillet 2019, et cinq millions à son deuxième anniversaire de sortie. Au moment de sa sortie sur PlayStation 4 en juillet 2020, les développeurs annoncent que le jeu a dépassé les six millions de ventes.
L'extension The Delicious Last Course, sortie le 30 juin 2022, accumule un million de ventes dans les deux semaines suivant sa publication.

## Accueil

### Critique

#### Jeu principal
Selon l'agrégateur de critiques Metacritic, Cuphead reçoit des critiques « généralement favorables », allant de 86 à 88 sur 100 pour les différents support du jeu,,,.
Sa difficulté est un des points les plus souvent relevés par les médias,. Brett Makedonski de Destructoid apprécie par exemple la difficulté élevée, jugeant le jeu « ardu mais juste ». Reposant sur la reconnaissance « exhaustive » des patterns d'obstacles et de projectiles ennemis, il déclare qu'il s'agit plutôt de mémoire musculaire que de temps de réaction. Il estime que la structuration du jeu autour des combats de boss est bien exécutée et que chaque rencontre a des caractéristiques « différentes, spéciales et mémorables ». Louant l'esthétique des années 1930 comme cohérente, il trouve que la bande-son jazz est « tout aussi fabuleuse ». Toutefois, il note que les axes de tir limités à huit directions rendent les contrôles « maladroits et gênants » et le poussent à mettre 9,5/10 et non la note maximale. Bien que mort près de deux cents fois au cours de sa partie, Ray Carsillo de Electronic Gaming Monthly ne se dit pas frustré par la difficulté, mais estime qu'elle est plutôt motivante. Il loue les « magnifiques » visuels dessinés à la main, surpassés uniquement par le gameplay qui va « au-delà de la reconnaissance des patterns ». Peter Brown de GameSpot estime que combattre des ennemis offre une expérience considérablement enrichissante. L'esthétique inspirée des dessins animés lui paraît charmante, infusant « couleur et expression » au jeu. Il apprécie la rapidité des temps de chargement qui épargne au joueur la frustration lors des fréquents essais puis erreurs. Il note cependant qu'il est difficile de distinguer si les progrès viennent de ceux de l'équipement acheté en jeu ou bien du joueur directement.
Lucas Sullivan de GamesRadar+ écrit que Cuphead « se tient parmi les meilleurs shoot'em up en deux dimensions de tous les temps », qu’il reste non frustrant et récompense les joueurs « au décuple ». Il qualifie l'animation d'adorable, avec une richesse de détails dans les décors à l'aquarelle qui fonctionne bien avec le gameplay ; il donne ainsi au jeu la note maximale de 5/5. Ben Pack de Giant Bomb fait remarquer que jouer à Cuphead lui procure l'une de ses expériences de jeu les plus agréables, citant la combinaison d'un jeu de plates-formes « brutal » et d'un style artistique « exceptionnellement bien réalisé ». Joe Skrebels d'IGN déclare que chaque scène est un « chef-d'œuvre » et que le rendu sonore, est en « correspondance idéale » avec l'esthétique. Il qualifie les phases de boss en plates-formes comme la partie la plus imaginative, et l'absence d'une barre explicite de la santé de l'ennemi comme la caractéristique « la plus intelligente et la plus diabolique ». Toutefois, il estime que les phases de run and gun manquent d'inventivité et il critique le « système de parade » ainsi que le schéma de contrôles. Chris Schilling de PC Gamer apprécie quant à lui les commandes qu'il juge fiables avec des contrôles « agiles et réactifs ». Il explique que certains éléments aléatoires en jeu impliquent qu'il est « impossible de simplement apprendre des modèles par cœur et de compter entièrement sur la mémoire musculaire »,. Chris Plante de Polygon déclare que le jeu éduque le joueur à la stratégie par essais et erreurs. Il apprécie le système de parade « crucial » et « relativement indulgent », plus que les différentes attaques. Il se plaint néanmoins que les bosses finaux diminuent les plus grandes fonctionnalités du jeu et que la difficulté « va finalement trop loin ». Colm Ahern de VideoGamer.com écrit que « Cuphead surpassera la plupart des jeux en termes d'illustrations et de son », et que « vaincre ce boss que vous considériez autrefois comme imbattable est un sentiment glorieux »,. Il critique toutefois aussi les derniers bosses du jeu, affirmant que le défi est « un peu trop grand ».
Quant à la presse francophone, elle reçoit relativement positivement le jeu. Jeuxvideo.com et Gamekult notent respectivement Cuphead 17/20 et 7/10, tandis que Gameblog et Canard PC lui attribuent tous deux 9/10. Carnbee, pour Jeuxvideo.com, loue la « superbe direction artistique qui fait que le titre est reconnaissable au milieu de centaines d’autres » mais souligne qu’en conséquence « la lisibilité de l’action n’est pas tout le temps optimale […], la faute à des éléments graphiques très détaillés baignant dans des tableaux légèrement surchargés ». Boulapoire, de Gamekult, parle de « tour de force » mais explique sa note relativement moyenne pour « des raisons de lisibilité entachée, de patterns qui ne s'imbriquent pas toujours bien ou de frames de répit parfois trop chiches pour le commun des mortels ». Contrairement à eux, Thomas Pillon de Gameblog critique moins les soucis de lisibilité et résume Cuphead comme destiné aux « joueurs à la recherche d'un challenge corsé [qui] prendront sans l'ombre d'un doute un pied monumental ». De même, Pipomantis de CanardPC évoque « différentes attaques, toujours lisibles et esquivables » même si « jouer à deux s'avère plus difficile que seul » et conclut que s’« il a ses petits défauts, certes, ils sont de ceux qui disparaissent quand on réalise que l'on est amoureux ». La presse généraliste se concentre quant à elle notamment sur l'esthétique graphique du jeu ; ainsi, Les Inrockuptibles parlent d'un « superbe artbook » tandis que Télérama évoque une direction artistique « hors du commun ».
La bonne réception de Cuphead par la presse est suivie par son apparition dans de nombreuses listes concernant les meilleurs jeux de l'année 2017. Par exemple, EGM place Cuphead au deuxième rang sur sa liste, Entertainment Weekly cinquième, GamesRadar+ neuvième et Polygon quatorzième. Le magazine Game Informer lui décerne les prix de la « Meilleure exclusivité Microsoft » et des « Meilleurs bosses »,, Destructoid le récompense « Meilleur jeu Xbox One », IGN fait de même pour « Meilleur jeu Xbox One » mais le prime aussi en tant que « Meilleure direction artistique »,, tandis que chez Giant Bomb, il remporte les catégories « Plus beau jeu » et « Meilleur style »,.

#### ExtensionThe Delicious Last Course
En juin 2022 sort l'extension The Delicious Last Course et celle-ci est notée indépendamment par la critique. Mitchell Saltzman pour IGN lui donne la note de 9/10, commentant notamment que les nouveaux bosses demanderont au joueur expérimenté « seulement quelques heures, mais la qualité de ces heures dépasse grandement leur quantité »,. Chris Carter, de Destructoid, lui attribue la même note et va dans le même sens en commentant que l'extension plaira aux joueurs qui ont déjà apprécié le jeu principal et que les bosses additionnels ont une difficulté similaire à ce qui pouvait se trouver vers la fin du jeu. Pour Jon Bailes, de PC Gamer, l'extension est dans la continuité du jeu en termes de qualité mais qu'il s'agit d'une « une occasion manquée de ne pas développer les rencontres de bosses par davantage de contexte et d'esquisser des arcs narratifs à travers les batailles elles-mêmes » ; il lui donne en conséquence la note de 78/100. Carnbee de Jeuxvideo.com attribue un 16/20 en louant la direction artistique et la finition du DLC, mais critique néanmoins la trop courte durée de vie. La note maximale de 5/5 reste attribuée par The Guardian et Elysia Hughes, celle-ci concluant qu'il n'y a pas « un seul aspect de The Delicious Last Course qui semble être insuffisamment cuit »,.

### Récompenses

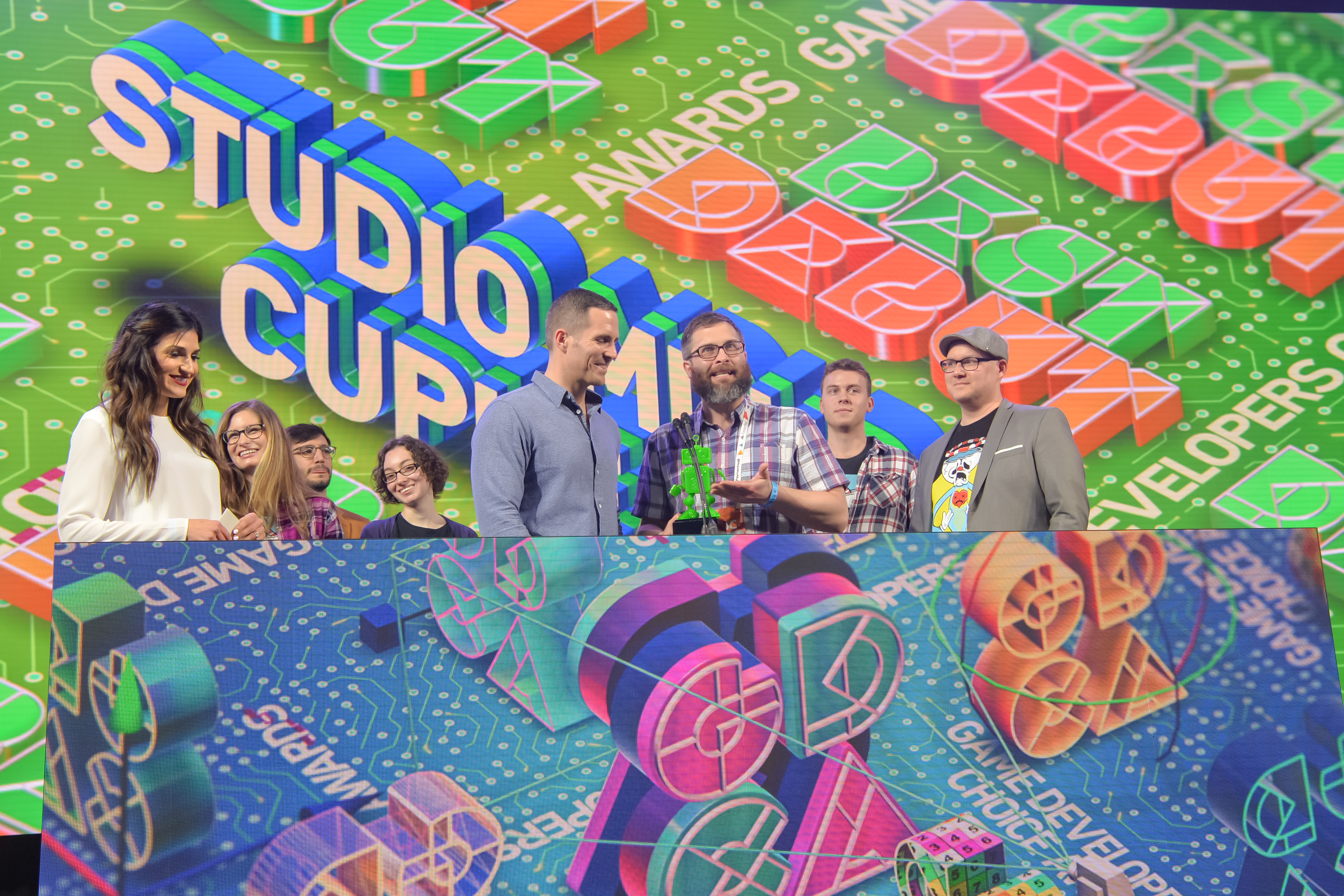
Le studio MDHR recevant le Game Developers Choice Award du meilleur premier jeu en 2018.

Après une bonne réception critique, Cuphead reçoit un certain nombre de récompenses dans des cérémonies spécialisées. En 2017, il remporte notamment les catégories « Meilleur design visuel » et « Meilleur jeu Xbox » aux Golden Joystick Awards tandis qu'il est le jeu le plus primé — ex aequo avec The Legend of Zelda: Breath of the Wild et Hellblade: Senua's Sacrifice — aux Game Awards 2017 avec trois victoires : « Meilleure direction artistique », « Meilleur jeu indépendant » et « Meilleur premier jeu indépendant ».
En 2018, il est triple lauréat aux DICE Awards — « Meilleure animation », « Meilleure direction artistique » et « Meilleure musique » — en plus d'une nomination en tant que jeu vidéo de l'année, puis double lauréat aux SXSW Gaming Awards — « Meilleure animation » et « Meilleure direction artistique » — et aux Game Developers Choice Awards — « Meilleur premier jeu » et « Meilleure réalisation artistique ».
En 2022, le DLC The Delicious Last Course remporte le prix de la « Meilleure extension » aux Golden Joystick Awards.
| Liste des prix et nominations de Cuphead | Liste des prix et nominations de Cuphead            | Liste des prix et nominations de Cuphead                                    | Liste des prix et nominations de Cuphead | Liste des prix et nominations de Cuphead |
| Année                                    | Prix                                                | Catégorie                                                                   | Résultat                                 | Références                               |
| ---------------------------------------- | --------------------------------------------------- | --------------------------------------------------------------------------- | ---------------------------------------- | ---------------------------------------- |
| 2017                                     | Golden Joystick Awards                              | Meilleur design visuel                                                      | Lauréat                                  | [ 142 ]                                  |
| 2017                                     | Golden Joystick Awards                              | Meilleur jeu Xbox de l'année                                                | Lauréat                                  | [ 142 ]                                  |
| 2017                                     | The Game Awards 2017                                | Meilleure direction artistique                                              | Lauréat                                  | ,                                        |
| 2017                                     | The Game Awards 2017                                | Meilleur jeu indépendant                                                    | Lauréat                                  | ,                                        |
| 2017                                     | The Game Awards 2017                                | Meilleur premier jeu indépendant                                            | Lauréat                                  | ,                                        |
| 2017                                     | The Game Awards 2017                                | Meilleure musique                                                           | Nomination                               | ,                                        |
| 2017                                     | The Game Awards 2017                                | Meilleur jeu d'action                                                       | Nomination                               | ,                                        |
| 2018                                     | Annie Awards                                        | Meilleur animation des personnages dans un jeu vidéo (pour Hanna Abi-Hanna) | Lauréat                                  | ,                                        |
| 2018                                     | Annie Awards                                        | Meilleur animation des personnages dans un jeu vidéo (pour Tina Nawrocki)   | Nomination                               | ,                                        |
| 2018                                     | D.I.C.E. Awards                                     | Jeu de l'année                                                              | Nomination                               | [ 144 ]                                  |
| 2018                                     | D.I.C.E. Awards                                     | Jeu d'action de l'année                                                     | Nomination                               | [ 144 ]                                  |
| 2018                                     | D.I.C.E. Awards                                     | Meilleure animation                                                         | Lauréat                                  | [ 144 ]                                  |
| 2018                                     | D.I.C.E. Awards                                     | Meilleure direction artistique                                              | Lauréat                                  | [ 144 ]                                  |
| 2018                                     | D.I.C.E. Awards                                     | Meilleure musique                                                           | Lauréat                                  | [ 144 ]                                  |
| 2018                                     | SXSW Gaming Awards                                  | Meilleure musique                                                           | Nomination                               | ,                                        |
| 2018                                     | SXSW Gaming Awards                                  | Meilleure réalisation visuelle                                              | Nomination                               | ,                                        |
| 2018                                     | SXSW Gaming Awards                                  | Meilleure animation                                                         | Lauréat                                  | ,                                        |
| 2018                                     | SXSW Gaming Awards                                  | Meilleure direction artistique                                              | Lauréat                                  | ,                                        |
| 2018                                     | SXSW Gaming Awards                                  | Nouvelle propriété intellectuelle la plus prometteuse                       | Nomination                               | ,                                        |
| 2018                                     | SXSW Gaming Awards                                  | Meilleur design                                                             | Nomination                               | ,                                        |
| 2018                                     | Independent Games Festival Awards                   | Meilleur art visuel                                                         | Nomination                               | ,                                        |
| 2018                                     | Independent Games Festival Awards                   | Meilleure bande-son                                                         | Nomination                               | ,                                        |
| 2018                                     | Game Developers Choice Awards                       | Meilleure bande-son                                                         | Nomination                               | ,                                        |
| 2018                                     | Game Developers Choice Awards                       | Meilleur premier jeu (Studio MDHR)                                          | Lauréat                                  | ,                                        |
| 2018                                     | Game Developers Choice Awards                       | Meilleure réalisation artistique                                            | Lauréat                                  | ,                                        |
| 2018                                     | British Academy Video Games Awards                  | Meilleure direction artistique                                              | Nomination                               | ,                                        |
| 2018                                     | British Academy Video Games Awards                  | Meilleur premier jeu                                                        | Nomination                               | ,                                        |
| 2018                                     | British Academy Video Games Awards                  | Meilleure musique                                                           | Lauréat                                  | ,                                        |
| 2018                                     | British Academy Video Games Awards                  | Jeu le plus original                                                        | Nomination                               | ,                                        |
| 2018                                     | Webby Awards                                        | Meilleur jeu d'action                                                       | Nomination                               | [ 157 ]                                  |
| 2018                                     | Webby Awards                                        | Meilleure direction artistique                                              | Lauréat                                  | [ 157 ]                                  |
| 2018                                     | Webby Awards                                        | Meilleurs visuels (People's Voice)                                          | Lauréat                                  | [ 157 ]                                  |
| 2018                                     | Develop Awards                                      | Meilleur design audio (Sweet Justice Sound)                                 | Nomination                               | [ 158 ]                                  |
| 2018                                     | The Independent Game Developers' Association Awards | Meilleur jeu d'arcade                                                       | Nomination                               | ,                                        |
| 2018                                     | The Independent Game Developers' Association Awards | Meilleure réalisation artistique                                            | Nomination                               | ,                                        |
| 2022                                     | Golden Joystick Awards                              | Meilleure extension (The Delicious Last Course)                             | Lauréat                                  | [ 147 ]                                  |

## Postérité

### Analyse

#### Critiques sur la référence à Fleischer Studios

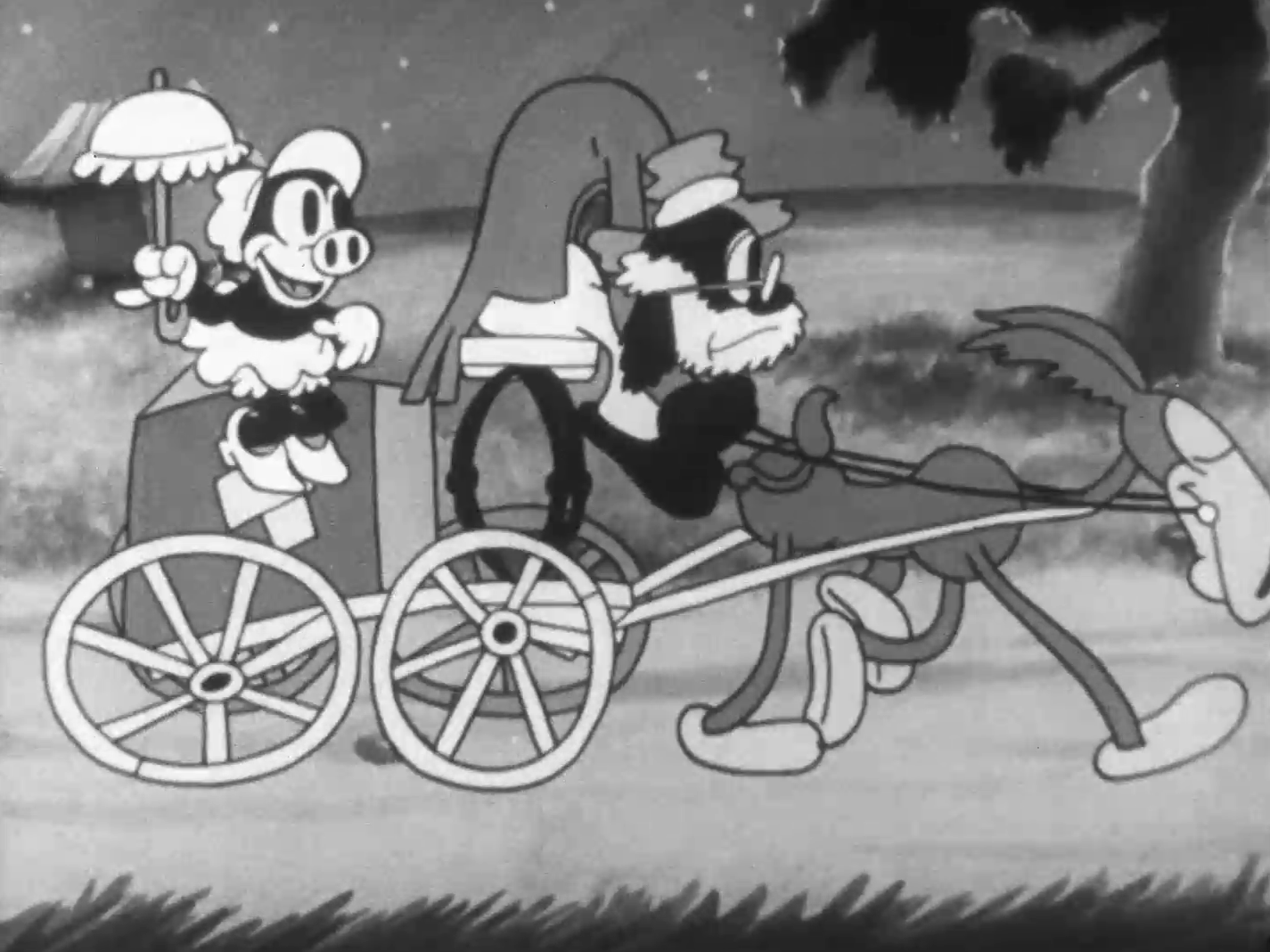
Stéréotype raciste dans Hittin' the Trail for Hallelujah Land (1931), un dessin animé Merrie Melodies faisant partie des Onze Censurés.

L'écrivain Yussef Cole écrit un essai intitulé « Cuphead et le spectre raciste de l'animation de Fleischer Studios » (en anglais : Cuphead and the Racist Spectre of Fleischer Animation), affirmant qu'en utilisant le style d'animation proche de celui de Fleischer Studios, le Studio MDHR évoque également le « sectarisme et les préjugés » qui ont eu une forte influence sur ce style d'animation précoce. Selon l'auteur, le Studio MDHR a aussi ignoré le contexte et l'histoire de l'esthétique qu'il a « si fidèlement » reproduit, impliquant qu'une grande partie des images qu'ils ont tirées du style Fleischer porte des stéréotypes raciaux des années 1930 à Harlem et des minstrel shows. David McGowan note d'autres exemples de stéréotypes racistes de l'époque qui sont retranscrits dans le jeu, tels les caractéristiques faciales exagérées — communément retrouvées dans des caricatures antisémites — de différents ennemis dans le niveau Treetop Trouble ou encore l'apparence d'un génie arabe, Djimmi, dans le niveau Pyramid Peril.
Avant la sortie du jeu, Chad et Jared Moldenhauer déclarent qu'ils souhaitent créer un style d'animation qui rappelle les dessins animés des années 1930 sans avoir de liens avec le racisme de l'époque. Maja Moldenhauer dit par ailleurs en 2017 qu'ils ne voulaient des Fleischers que le style d'animation et les visuels, et qu'ils ne connaissent rien d'autre de l'époque. Dave Wasson témoigne toutefois en 2022 à Polygon être conscient du caractère raciste et sexiste de la représentation de nombreux personnages de l'époque, mais que l'équipe a tenté grâce à de multiples discussions d'éviter les clichés potentiellement choquants.
En réponse à l'essai de Cole, Brandon Orselli de Niche Gamer défend le jeu comme un hommage à ce style artistique, écrivant que son rôle n'est pas la narration, du moins pas plus loin qu'une histoire enfantine afin de justifier le gameplay.

#### Inspirations diverses

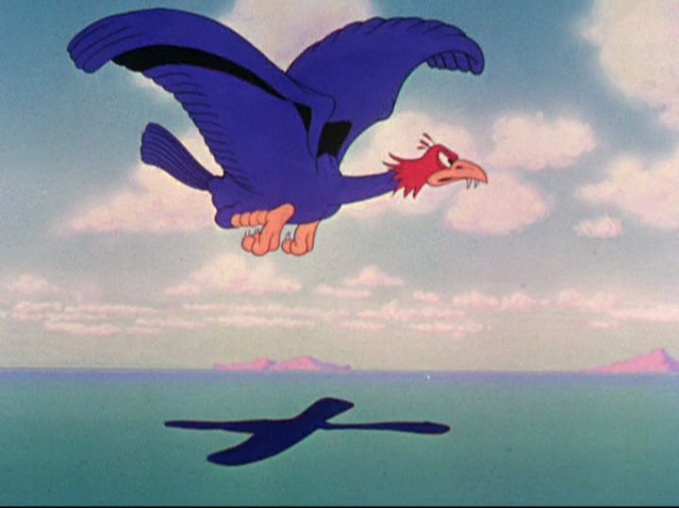
Un oiseau bleu à la tête rouge dans Popeye the Sailor Meets Sindbad the Sailor (1936) de Fleischer Studios. Il est similaire au boss Wally Warbles, du niveau Aviary Action.

Selon David McGowan, Cuphead ne s'inspire pas uniquement des dessins animés des 1930 mais en réalité de plusieurs genres passés, de sorte que le jeu ne rend pas hommage à un studio en particulier mais plutôt à différents styles d'animations qui ont depuis été éclipsés, notamment par Disney Studios au milieu des années 1930. L'auteur estime par ailleurs que Cuphead n'est pas uniquement nostalgique dans son style esthétique mais aussi dans le gameplay qu'il décide de proposer, celui-ci rendant hommage au genre du run and gun qui était notamment populaire lors des débuts du jeu vidéo, grâce à des titres comme Contra (ou Probotector, 1987) ou Metal Slug (1996). La grande difficulté du titre provient d'ailleurs en partie de là, les combats de boss de cette époque reposant notamment sur la mémorisation de patterns complexes chez l'ennemi.
Par ailleurs, David McGowan relève plusieurs similitudes entres des niveaux de Cuphead et des dessins animés des studios Fleischer. C'est par exemple le cas du niveau Ruse of an Ooze et Swing You Sinners! (1930), du niveau All Bets are Off et de Bimbo's Initiation (1931), ou du niveau Aviary Action et Popeye the Sailor Meets Sindbad the Sailor (1936),. Des codes généraux de l'animation rubber hose sont aussi repris, tels que des les phylactères (bulles) ou les notes de musique pouvant être maniés par les personnages dans les dessins animés Félix le Chat. Le format du jeu en lui-même s'approche de l'expérience de visionage répétitifs de dessins animés VHS chez les enfants, les niveaux étant relativement courts et nécessitant d'être rejoués en boucle afin de les maîtriser en raison de leur difficulté. Le succès du jeu crée d'ailleurs un intérêt médiatique pour l'esthétique des anciens dessins animés et le visionnage de VHS,,.

Toutefois, Cuphead n'utilise pas toujours de façon précise le style de l'époque et réalise parfois des anachronismes. En cela, il s'approche plutôt du concept de « film nostalgique » théorisé par le critique Fredric Jameson, où sont surtout présentés des stéréotypes afin de créer une forme de nostalgie.

#### Exemple de jeu difficile
En août 2017, le journaliste américain spécialisé dans les jeux vidéo Dean Takahashi publie une vidéo de sa découverte du jeu, où il confie lui-même « être nul » et avoir des difficultés dès le tutoriel. Le journaliste devient ensuite le centre de polémiques dans le sillage du Gamergate au sujet du niveau de « performance » médiocre de certains journalistes de jeu vidéo et de leur illégitimité à donner un avis éclairé. Ces critiques contre la presse vidéoludique sont ensuite reprises par de grandes voix d'Internet comme le vidéaste PewDiePie, ce qui est en retour mal reçu par la presse car ses critiques en vidéo sont souvent hors contexte.
Des observateurs voient dans ce sentiment à l'égard des journalistes et contre les « mauvais » joueurs une forme d'élitisme, incarnée par Cuphead,. Elle se place dans la continuité de l'opposition entre les adeptes de casual games et les « pro gamers », ces derniers méprisant les premiers et préfèrant des jeux plus ardus incarnés par exemple avec la série des Dark Souls.

#### Exemple deshoot 'em up
En raison de son grand nombre de bosses et de sa difficulté, Cuphead est devenu un objet d'analyse de recherches.
Par exemple, Andrew Wood et Adam Summerville utilisent des images en jeu des combats de bosses, une compilation de leurs types d'attaques ainsi que des réactions des joueurs afin de construire une « ontologie du shoot 'em up ». Ils en concluent qu'il est possible de catégoriser les types d'attaque des bosses afin de pouvoir en déduire la satisfaction du joueur lorsqu'il les affrontera.
Craig G. Anderson utilise quant à lui le jeu pour analyser la résilience des joueurs face à un niveau difficile, mais aussi dans un contexte de vie plus général, en fonction de leur personnalité. Il montre notamment que les personnalités plus orientées sur la maîtrise d'un sujet s'avèrent plus résilientes face à un niveau de Cuphead et auront moins tendance à abandonner lorsque confrontés à l'échec.

### Super Smash Bros. Ultimate
Un costume de combattant Mii Cuphead est ajouté au jeu de combat sur Nintendo Switch Super Smash Bros. Ultimate par un contenu téléchargeable en janvier 2020. Un nouveau niveau inspiré d'un des boss de Cuphead, Floral Fury, est aussi inclus. Finalement, quatre « esprits » sur le thème de Cuphead sont ajoutés à Ultimate en février 2020.

### Produits dérivés
King Features Syndicate détient les droits de licence sur les marchandises et les accessoires assortis. Un artbook officiel en anglais The Art of Cuphead est publié chez l'éditeur Dark Horse Books en mars 2020 afin de détailler la direction artistique du jeu. Une version en français est publiée simultanément aux éditions Pix'n Love, ainsi qu'une édition « Deluxe » à tirage limité,. Des droits sont également vendus à l'entreprise Funko afin de réaliser des figurines à l'effigie de Cuphead ou de Mugman.
Une série de bande dessinée derivée, écrite par Zack Keller et dessinée par Shawn Dickinson, est éditée par Dark Horse Comics. Elle comporte deux volumes : Cuphead Volume 1: Comic Capers & Curios (2020) ainsi que Cuphead Volume 2: Cartoon Chronicles & Calamities (2021),.
En septembre 2020, la chaîne de restauration rapide Arby's ajoute des jouets et des maquettes en papier en édition limitée inspirés de certains personnages du jeu à son menu pour enfants,.
Un jeu de société, Cuphead: Fast Rolling Dice Game, sort en 2021 accompagné d'une application pour iOS et Android qui joue de la musique et calcule le score.

### LeCuphead Show!

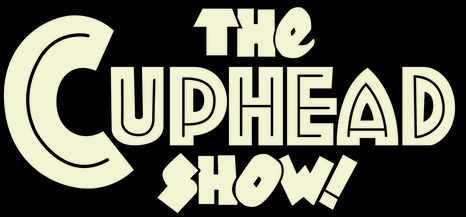
Logotype du Cuphead Show !.

Le 8 juillet 2019, Netflix annonce vouloir adapter le jeu en dessin animé. La société de production King Features est alors désignée pour l'animer. Le co-créateur de Cuphead Chad Moldenhauer promet que chaque image sera dessinée à la main. Toutefois, la série n'utilise pas de méthodes d'animation avec chaque image dessinée sur aquarelle comme en jeu mais plutôt une animation numérique, pour éviter que cela ne prenne trop de temps.
Chad et Jared Moldenhauer sont producteurs exécutifs aux côtés de CJ Kettler de King Features Syndicate,. Les acteurs Wayne Brady, Tru Valentino et Frank T. Todaro assurent le doublage des personnages principaux. La série sort finalement le 18 février 2022 sur Netflix, avec 12 épisodes de 11 minutes environ. Une deuxième saison sort le 19 août 2022, avec 13 épisodes supplémentaires,, suivie par une troisième saison le 18 novembre 2022.